# Nešpula
Nešpula (mešpula, 'mušmula', lat. Eriobotrya), biljni rod iz porodice Rosaceae, pogrešno nazivan i mušmula. Sastoji se od tridesetak vrsta zimzelenog grmlja i drveća, od kojih je u Hrvatskoj najpoznatija japanska mušmula, obično jednostavno nazivana nešpula, nešpola, nespola i slično.

## Vrste
1. Eriobotrya angustissima
2. Eriobotrya balgooyi
3. Eriobotrya bengalensis
4. Eriobotrya cavaleriei
5. Eriobotrya daduheensis
6. Eriobotrya deflexa
7. Eriobotrya dubia
8. Eriobotrya elliptica
9. Eriobotrya fragrans
10. Eriobotrya fulvicoma
11. Eriobotrya glabrescens
12. Eriobotrya henryi
13. Eriobotrya hookeriana
14. Eriobotrya japonica
15. Eriobotrya latifolia
16. Eriobotrya longifolia
17. Eriobotrya macrocarpa
18. Eriobotrya malipoensis
19. Eriobotrya merguiensis
20. Eriobotrya obovata
21. Eriobotrya petiolata
22. Eriobotrya platyphylla
23. Eriobotrya poilanei
24. Eriobotrya prinoides
25. Eriobotrya salwinensis
26. Eriobotrya seguinii
27. Eriobotrya serrata
28. Eriobotrya stipularis
29. Eriobotrya tengyuehensis
30. Eriobotrya tinctoria
31. Eriobotrya wardii